# 郑晓静
郑晓静（1958年5月—），女，籍贯浙江乐清，生于湖北武汉，中国力学家，兰州大学教授，中国科学院院士。

## 生平
1982年毕业于华中科技大学力学系，1984年获该校硕士学位，1987年获兰州大学博士学位，1998年10月起任兰州大学副校长，2009年当选中国科学院数理学部院士，2010年当选发展中国家科学院工程学部院士。2012年7月任西安电子科技大学校长。2017年5月，任西安电子科技大学党委书记。

## 家庭
丈夫周又和。